# Ząbki (województwo zachodniopomorskie)
Ząbki (niem. Neuendorf) – osada w Polsce położona w województwie zachodniopomorskim, w powiecie białogardzkim, w gminie Białogard. W latach 1975–1998 osada należała do województwa koszalińskiego. W roku 2007 osada liczyła 4 mieszkańców. Osada wchodzi w skład sołectwa Pustkowo, jest jedną z najmniejszych w gminie.

## Geografia
Osada leży ok. 3 km na północny zachód od Pustkowa.

## Komunikacja
Najbliższy przystanek komunikacji autobusowej znajduje się w miejscowości Żelimucha.